# ودن الجمع (حزم العدين)

تعديل مصدري - تعديل

ودن الجمع محلة تابعة لقرية حجافة، التابعة لعزلة حقين بمديرية حزم العدين إحدى مديريات محافظة إب في الجمهورية اليمنية، بلغ تعداد سكانها 41 حسب تعداد اليمن لعام 2004.